# Hladni lanac vakcina
Hladni lanac vakcina je održavanje optimalne temperature tokom transporta, skladištenja i upotrebe vakcina i osnovna logististička podrška u sprovođenju programa imunizacije. Uloga hladnog lanca je da osigura da aktivna, potentna vakcina bude dostupna korisniku u pravo vreme, na pravom mestu i u pravoj količini.

## Značaj
Pošto su vakcine osetljive biološke supstance izlaganje neadekvatnim temperaturama direktno utiče na kvalitet vakcina i bezbednost imunizacije. Prema podacima SZO, u svetu se godišnje da preko 1,2 milijardi injekcija tokom izvođenja programa imunizacije. Istraživanja su pokazala da se u oko 30% slučajeva injekcije ne daju na bezbedan način.
Vakcinalne injekcije se daju zdravim osobama (prvenstveno deci), u preventivne svrhe, tako da je obaveza njihovog bezbednog skladištenja, transporta i davanja preduslov uspešnog sprovođenja programa imunizacije.
Vakcinalne injekcija je bezbedna samo kada se pravilno čuva, na propisanoj temperaturi (najčešće na +4oC, ili u rasponu od +1oC do +8oC), bez mogućih fizičko-hemijskih oštećenja (kontaminacije), uz obaveznu primenu sterilne opreme, koja se posle toga na bezbedan način odstranjuje.

## Osnovne karike lanca
Hladni lanac čine ljudi i oprema:
- Oprema hladnog lanca se sastoji od hladnih komora, frižidera, prenosnih frižidera, monitor kartica i transportnih sredstva.
- Ljudi, sa neophodnim znanjem i veštinama potrebnim za planiranje i rukovanje vakcinama i opremom za održavanje hladnog lanca.

## Čuvanje vakcine
Posle otvaranja originalnog pakovanja, (pod uslovom da je čuvana na odgovarajućoj temperaturi), vakcina se može koristiti u sledećem vremenu:
| Vakcina                                                 | Vreme upotrebe od otvaranja vakcine |
| ------------------------------------------------------- | ----------------------------------- |
| MMR, Morbili-Parotitis, Morbili, Rubeola                | 60 minuta                           |
| BCG (tuberkuloza)                                       | 8 časova                            |
| OPV (oralna, protiv dečje paralize)                     | 8 časova                            |
| DiTePer, DiTe, TeAl (difterija, tetanus, veliki kašalj) | 5 dana                              |
| Hepatitis B                                             | 5 dana                              |

## Nadzor nad kvalitetom hladnog lanca
Jednom izgubljene karakteristike (potencije) vakcine ne mogu se ponovo povratiti. Zato su neophodni pokazatelji koji će kontrolisati funkcionisanje hladnog lanca, upozoravati na previsoku ili prenisku temperaturu. Zato nadzor nad hladnim lancem ima za cilj da obezbedi;
- ispravnost svake primljene doze vakcine,
- dovoljnu količinu za sve kojima je vakcina potrebna.

Pokazatelji, “tihi nadzornici”, u hladnom lancu su monitor kartice i indikatori zamrzavanja.

### Monitor kartice
Monitor kartica hladnog lanca sadrži indikator u obliku trake podeljene u četiri okvira (prozora). Sama traka sastoji se od voska koji omekša iznad određene temperature, i termostabilan je sve do trenutka aktiviranja. Monitor kartica se takođe može koristiti za proveru posebnih načina skladištenja vakcina, kao i za proveru rukovanja vakcinama u nekoj regiji ili zemlji.
Aktiviranje kartice se vrši izvlačenjem male resice na levoj strani trake.
- Aktiviran indikator izložen temperaturama iznad +10oC poprima plavu boju, koja se postepeno širi duž trake od okvira A prema C.
- Okvir D poplavi u slučaju da temperatura ostane iznad +34oC duže od 2 časa.
- Ako temperatura padne ispod +10oC, plava boja prestaje da se širi.
- Što je temperatura viša, plava se boja brže širi prema prozoru C.

Monitor kartice hladnog lanca stavljaju se na sve vakcine koje šalju UNICEF i SZO. Po jedna monitor kartica se stavlja na svakih 3 000 doza vakcina.
Kada se vakcina distribuira, datum i indeks se mora upisati na karticu, pre početka distribucije. Kada vakcina stigne u zdravstvenu ustanovu, zajedno sa monitor karticom, zdravstveni radnik te ustanove može ustanoviti da li je hladni lanac bio prekinut.

### Indikator zamrzavanja
Indikator zamrzavanja se koristi kod čuvanja DiTePer, DiTe i TeAl vakcina. Indikator se sastoji od male staklene bočice ispunjene crveno obojenom tečnosti, postavljene na komadu belog papira.
Ako temperatura padne ispod -2oC, bočica se rasprsne i tečnost oboji papir u crveno. Ukoliko je papir pri prijemu vakcine u zdravstvenoj ustanovi beo, to znači da vakcina u kutiji nije bila izložena niskim temperaturama.
U slučaju da se vakcine, kao što su DiTePer, DiTe i TeAl zamrznu, u njima se stvaraju čestice koje se brzo talože na dnu bočice. Jednostavan način provere da li je takva vakcina ikada bila zamrznuta je “provera mućkanjem” sa jednom bočicom sumnjive pošiljke i, ako je moguće, bočicom vakcine za koju
se sigurno zna da nikada nije bila zamrznuta. Te dve bočice treba jako protresti i proveriti brzinu odvajanja bistre tečnosti od zamućenog dela. Ako se sadržaj sumnjive bočice brzo razbistri i zamućeni materijal staloži puno brže od onog u nezamrznutoj bočici, ta bočica se ne sme koristiti, jer je vrlo
verovatno da je vakcina u njoj bila zamrznuta.

## Validacija hladnog lanca vakcina
"Validacija" je procedura za merenje i/ili potvrdu da je temperatura unutar kontejnera za otpremu svake pošiljke vakcine ostala u okviru definisanih temperaturnih opsega (za određene vakcinu/e koje se transportuju) u periodu od 48 sati.
Dozvoljeni temperaturni rasponi A, B, C vakcina za validaciju pakovanja (za minimum 48 časova)
| Klasa | Tip vakcine                                                               | Temperatura sredine | Minimalna temperatura čuvanja | Maksimalna temperatura čuvanja |
| ----- | ------------------------------------------------------------------------- | ------------------- | ----------------------------- | ------------------------------ |
| A     | OPV                                                                       | +43oC               | Bez ograničenja               | +8oC                           |
| B     | BCG Hib (liofilizirana) morbili, MR, MMR, meningokokna A&C, žuta groznica | +43oC               | Bez ograničenja               | +30oC                          |
| C     | DTP, DTP–HepB DTP–Hib (liquid) DT                                         | +43oC               | +2o                           | +30oC                          |
| C     | IPV HepB Hib (liquid) Td TT                                               | -5oC                | +2oC                          | +30oC                          |

## Spoljašnje veze
- „Imunizacija” (PDF). Архивирано из оригинала 12. 06. 2009. г. Unicef Serbia
- „Guidelines on the international packaging and shipping of vaccines” (PDF). Архивирано из оригинала 19. 05. 2009. г. WHO (2005)